# Teller Peak
Teller Peak är en bergstopp i Antarktis. Den ligger i Västantarktis. Inget land gör anspråk på området. Toppen på Teller Peak är 3 550 meter över havet.
Terrängen runt Teller Peak är varierad. Teller Peak är den högsta punkten i trakten. Trakten är obefolkad. Det finns inga samhällen i närheten.